# Johan Hjerpe
Johan Hjerpe (ur. 1765, zm. 1825) – jeden z pierwszych mieszczańskich konserwatystów szwedzkich.
Był rzemieślnikiem, synem krawca, a także proboszczem w Synnerby. Od lat 80. XVIII wieku prowadził dziennik polityczny. Hjerpe nie był absolutystą, wielokrotnie krytykował rozrzutność dworu Ludwika XVI. Wyznawał ideały Oświecenia, był tolerancyjny i wierzył w naturalną dobroć człowieka. Jego przekonania zburzyło ścięcie Ludwika XVI. Wówczas zaczął oskarżać bezpośrednio Voltaire’a i innych filozofów o wywołanie rewolucji.